# Condado de Turek
Condado de Turek (polaco: powiat turecki) é um powiat (condado) da Polónia, na voivodia de Grande Polónia. A sede do condado é a cidade de Turek. Estende-se por uma área de 929,4 km², com 83 686 habitantes, segundo os censos de 2005, com uma densidade 90,04 hab/km².

## Divisões admistrativas
O condado possui:
Comunas urbana-rurais:  Dobra, Tuliszków
Cidades:  Turek, Dobra, Tuliszków

## Demografia
População (dados de 30 de Junho de 2005):
|          | Total   | Total | Mulheres | Mulheres | Homens  | Homens |
| -------- | ------- | ----- | -------- | -------- | ------- | ------ |
|          | pessoas | %     | pessoas  | %        | pessoas | %      |
| Total    | 83 686  | 100   | 42 839   | 51,2     | 40 847  | 48,8   |
| Cidades  | 34 398  | 100   | 17 999   | 52,3     | 16 399  | 47,7   |
| Povoados | 49 288  | 100   | 24 840   | 50,4     | 24 448  | 49,6   |